# 富田眞治
富田 眞治（とみた しんじ、1945年9月30日 ‐ 2024年9月21日）は、日本の工学者。京都大学名誉教授。京都情報大学院大学学長。

## 略歴
- 京都大学工学士[4]
- 京都大学大学院博士課程修了（電気工学専攻）工学博士[4]
- 京都大学名誉教授[5]
- 京都大学大学院情報学研究科長[6]
- 京都大学総合情報メディアセンター長[6]
- 九州大学教授[7]
- ハルビン工業大学顧問教授[1]
- 情報処理学会理事[8]
- 情報処理学会関西支部支部長[8]
- 京都高度技術研究所客員研究部長[1]
- 電子情報通信学会フェロー[9]
- 情報処理学会フェロー[8]
- 京都大学物質-細胞統合システム拠点（iCeMS）特定拠点教授／事務部門長[10]
- 京都情報大学院大学学長[3]

## 専門分野
- コンピュータアーキテクチャ[11]
- 並列コンピュータとその応用
- 超高速グラフィックシステム

## 受賞歴
- 1987年5月 情報処理学会論文賞[8][12]
- 1992年5月 情報処理学会論文賞[8][12]
- 2000年10月 電子情報通信学会フェロー[9]
- 2002年3月 情報処理学会フェロー[8]
- 2002年5月 情報処理学会論文賞[13]
- 2007年5月 情報処理学会功績賞[6]
- 2014年3月 情報処理学会「情報処理技術遺産」として「京都大学QA-1」認定・表彰[14]

## 主要な研究論文（140件中）
- T.Sakai, K.Ohtani, S.Tomita "On-Line, Real-Time, Multiple-Speech Output System",　Proc.of IFIP Congress'72, pp.686-690, 1972[15]
- S.Tomita, K.Shibayama, S.Oyanagi, H.Hagiwara "Hardware Organization of a Low Level Parallel Processor", Proc.of IFIP Congress'77, pp.855-860, 1977
- 小柳滋,柴山潔,富田眞治,萩原宏「マイクロプログラム制御計算機QA-1のハードウェア構成」,電子通信学会論文誌（D）,61-D巻,1号,pp.64-71,1978 CRID 1523951030130458752 NII論文ID 40002557109
- H.Hagiwara, S.Tomita, S.Oyanagi, K.Shibayama "A Dynamically Microprogrammable Computer with Low-Level Parallelism", IEEE Trans.Computers, Vol.C-29, No.7, pp.577-595, 1980 DOI:10.1109/TC.1980.1675629
- S.Tomita, K.Shibayama, T.Kitamura, H.Hagiwara "Performance Evaluation and Improvement of a Dynamically Microprogrammable Computer with Low-Level Parallelism", Proc.of the 13th Microprogramming Workshop, ACM, pp.79-89, 1980 [16]
- S.Tomita, K.Shibayama, T.Kitamura, T.Nakata, H.Hagiwara "A User Microprogrammable, Local Host Computer with Low-Level Parallelism", Proc.of the 10th Int. Symposium on Computer Architecture, ACM, pp.151-157, 1983 [17]
- H.Niimi, Y.Imai, M.Murakami, S.Tomita, H.Hagiwara "A Parallel Processor System for Three-Dimensional Color Graphics", Proc.of SIGGRAPH'84, ACM, pp.67-76, 1984 CRID 1570572701701841152 NII論文ID 80002260039[18]
- 北村俊明,中田登志之,柴山潔,富田眞治,萩原宏「ユニバーサル・ホスト計算機QA-2の低レベル並列処理方式」,情報処理学会論文誌,27巻,4号,pp.445-453（論文賞受賞）,1986 CRID 1050564287842732544 NII論文ID 110002724158
- 久我守弘,入江直彦,弘中哲夫,村上和彰,富田眞治「SIMP(単一命令流/多重命令パイプライン)方式に基づく『新風』プロセッサの低レベル並列処理アルゴリズム」,情報処理学会論文誌,30巻,12号,pp.1603-1611（論文賞受賞）,1989 CRID 1050282812865828224 NII論文ID 110002764559
- 對馬雄次,明石英也,金喜都,森眞一郎,中島浩,富田眞治「ボリュームレンダリング専用並列計算機ReVolverのアーキテクチャ」,情報処理学会論文誌,36巻,7号,pp.1709-1718, 1995 CRID 1050564287841095808 NII論文ID 110002721923
- 五島正裕,斎藤康二,小西将人,秤谷雅史,森眞一郎,富田眞治「並列計算機JUMP-1における分散共有メモリ・システム」,情報処理学会論文誌:ハイパフォーマンスコンピューティングシステム,Vol.41,No.SIG8(HPS 2),pp.15-27.2000年 IPSJ-THPS4108003.pdf
- 五島正裕,西野賢悟,グェンハイハー,縣亮慶,中島康彦,森眞一郎,北村俊明,富田眞治「スーパースケーラのための高速な動的命令スケジューリング方式」,情報処理学会論文誌ハイパフォーマンスコンピューティングシステム,Vol.42,No.SIG 9(HPS 3),pp.77—92（論文賞受賞）,2001 CRID 1520009409767561344 CRID 1570009752086116224
- 額田匡則,小西将人,五島正裕,中島康彦,富田眞治「参照の空間局所性を最大化するボリューム・レンダリング・アルゴリズムの改良」情報処理学会論文誌:コンピューティングシステム,Vol.45,No.SIG11(ACS7),pp.356-367(2004). NAID 110002712307 NCID AA11833852
- 中島康彦,五島正裕,森眞一郎,富田眞治「外部連想バッファを備えるSpMTモデルの分析」先進的計算基盤システムシンポジウムSACSIS2005,pp.397-406(2005). 国立国会図書館書誌ID:000007924528 ISSN 13440640
- 福山智久,福田正則,三輪忍,小西将人,五島正裕,中島康彦,森眞一郎,富田眞治「スラック予測を用いた省電力アーキテクチャ向け命令スケジューリング」先進的計算基盤システムシンポジウムSACSIS2005,pp.123-132(2005). 国立国会図書館書誌ID:000007924528 ISSN 13440640
- 高山征大,森眞一郎,中島康彦,富田眞治「セル投影型並列ボリュームレンダリングのEarly Ray Terminationによる高速化」情報処理学会論文誌:コンピューティングシステム,Vol.47,No.SIG 7(ACS 14),pp.124-136(2006). 書誌レコードID:AA11833852 NAID 130006966452
- 三輪忍,福山智久,嶋田創,五島正裕,中島康彦,森眞一郎,富田眞治「パス情報を用いた分岐フィルタ機構」情報処理学会論文誌:コンピューティングシステム,Vol.47,No.SIG 12(ACS 15),pp.108-118(2006). NAID 110004782232 NCID AA11833852
- Yao,J., Shimada,H., Nakashima,Y., Mori,S.,and Tomita,S., "Program Phase Detection Based Dynamic Control Mechanisms for Pipeline Stage Unification Adoption" 1st International Workshop on Advanced Low Power Systems, pp.39-46(2006). doi:10.1007/978-3-540-77704-5_46
- 尾形幸亮,姚駿,嶋田創,三輪忍,富田眞治「ALU Cascadingのための動的命令スケジューラ」情報処理学会,先進的計算機盤シンポジウムSACSIS2008,pp.105-1022(2008) 国立国会図書館書誌ID:000009985711 ISSN 13440640

## 主要な著書（26件中）
- 萩原宏編「情報工学ハードウェア実験」オーム社,210p,1983年9月 ISBN 4274071634
- 富田眞治「並列計算機構成論」昭晃堂,306p,1986年11月 ISBN 4785630663
- 富田眞治,村上和彰「計算機システム工学」昭晃堂,222p,1988年10月 ISBN 4785601221
- 富田眞治,末吉敏則「並列処理マシン」オーム社,236p,1989年5月 ISBN 427407501X
- 富田眞治,村上和彰,新實治男「コンピュータアーキテクチャ（ヘネシ＆パターソン原著）」,翻訳,日経BP社,1992 ISBN 4822271528
- 富田眞治「コンピュータアーキテクチャⅠ」丸善,329p,1994年3月 ISBN 4621039385
- 富田眞治,中島 浩「コンピュータハードウェア」昭晃堂,254p,1995年10月 ISBN 9784785620448
- 富田眞治「並列コンピュータ工学」昭晃堂,339p,1996年8月 ISBN 4785631007
- 富田眞治「コンピュータアーキテクチャ:基礎から超高速化技術まで」丸善,351p,2000年8月 ISBN 4621047833
- 富田眞治,藤井康雄編著「情報社会とコンピュータ」昭晃堂,222p,2005年5月 ISBN 4785631538
- 富田眞治ほか「地域産業論-地域活性化への貢献-」,松江工業高等専門学校編,2006 ISBN 4879031208

## 主な研究助成（科学研究費補助金など21件中）
- 1992年度重点領域研究「超並列ハードウェアアーキテクチャに関する研究」203,300千円[19]
- 1995年度学術振興会「超並列超分散システム技術とプロセッサ構成方式の研究」89,000千円
- 2000年度特定領域研究「高等教育におけるメディア教育・情報教育の高度化に関する研究」111,500千円[20]
- 2004年度基盤研究（S）「超高速体感型シミュレーションシステムの研究」85,000千円[21]

## 研究開発したコンピュータシステム
- VLIW方式のQA-1,QA-2[22][23][24][25] QA-1は2014年3月情報処理学会「情報処理技術遺産」として認定・表彰され，科学博物館で保管（情報処理学会歴史特別委員会編:情報処理技術遺産とパイオニアたち,近代科学社2020年 ISBN 9784764906235）
- グラフィックスプロセッサのEXPERTS（1984年,サーフィスレンダリング）
- ReVolver（1995年,ボリュームレンダリング）[26][27]
- メモリ共有型マルチプロセサJUMP-1{1992年4月科学研究費補助金重点領域研究「超並列原理に基づく情報処理基本体系」（1995年3月で終了）}[28]